# История права Германии
История права Германии включает в себя историю правовых систем в странах и регионах, которые в настоящее время являются частью Германии.

## Раннее Средневековье

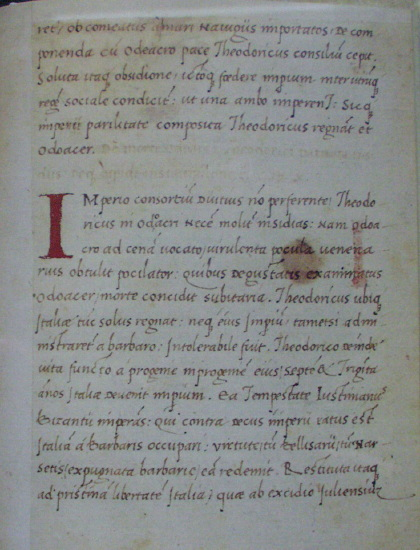
Фрагмент текста Edictum Theodorici regis

Исторически немецкое право сформировалось под значительным влиянием римского права. Ко времени падения Западной Римской империи (476 год) германские племена уже имели юридическую систему и своды законов, как например лат. Edictum Theoderici (датируется 459—461 годами). Когда эти племена стали селиться на бывших землях Римской империи им пришлось включить элементы римского права в свои законы, так как этим правом пользовалось местное население.
В период раннего Средневековья сводов немецких законов ещё не было, их роль играли законы Римской католической церкви.
Этот церковный закон регулировал помолвку, бракосочетание, опеку, права личности и последнюю волю (завещание).
В этот период законы Римской Католической Церкви распространялись не только на духовенство, но и на неимущих, вдов, сирот и участников крестовых походов.

## Высокое и позднее средневековье и новое время
Начиная с XII века стали составляться письменные своды местных законов общего права, как например «Зеркало Саксонии» (нем. Sachsenspiegel, 1220—1227) составленное рыцарем Эйке фон Репков и «Зеркало Швабии» (нем. Schwabenspiegel, 1275). В этих сборниках присутствовали характерные элементы немецкого права, как например финансовая компенсация (нем. Wergeld) семье убитого взыскиваемая с убийцы.. Юридические лица в этот период делились только на корпорации публичного права и правоспособные учреждения публичного права, в период Нового времени к ним также добавились акционерные общества, общества с ограниченной ответственностью, ассоциации и кооперативы. 

## Право объединённой Германии
В конце XVIII—XIX веках происходит интеграция германских государств, начавшаяся созданием в 1815 году Германского союза и завершившаяся образованием в 1871 году Германской империи, к моменту создания которой одних только основных правовых систем было пять: прусский ландрехт (большинство провинций Пруссии и Франкония), кодекс Наполеона (Рейнская провинция), Саксонское гражданское уложение (Саксония), Баденский ландрехт (Баден), и пандектное право - т. н. немецкое «общее право» (Бавария, Вюртемберг, Гессен, Саксен-Веймар-Эйхенах, Мекленбург-Шверин, Ольденбург, Брауншвейг, Анхальт, Саксен-Кобург-Готы, Саксен-Мейнинген, провинции Ганновер и Гессен-Нассау Пруссии). Это привело также к интеграции систем права отдельных штатов Германии и способствовало дальнейшей кодификации права Германии - 27 января 1877 года был принят закон о судоустройстве (Gerichtsverfassungsgesetz), 1 июля 1896 года рейхстагом было издано Германское гражданское уложение (Bürgerliches Gesetzbuch).

## Право Веймарской республики
Имперская конституция 1919 года и принятые на её основе конституции земель Германии (землями согласно конституции 1919 года стали называться штаты Германии) отменили сословия, отныне все общество делилось исключительно на граждан земель Германии, непосредственных граждан Германской империи и постоянно проживающих на территории Германии иностранцев. Конституция закрепила децентрализованный характер государства и тем самым закреплялась следующая система источников права:
- Конституция Германской Империи;
- Имперские законы (Reichsgesetz);
- Ограниченно — часть постановлений Имперского государственного суда;
- Земельные конституции;
- Земельные законы (Landesgesetz);
- Ограниченно — часть постановлений земельных государственных судов.

## Германское национал-социалистическое право
После установления в Германии фашистской однопартийной системы децентрализованный характер государства был заменён централизованным — ландтаги были упразднены, конституции земель отменены, земли лишились права издавать новые земельные законы, гражданства земель были отменены а вместо них было введено единый статус «немецкого гражданина» (Deutscher Staatsangehöriger), а в 1935 году были изданы откровенно расистские законы вводившими над статусом «немецкого гражданина» вводился статус «рейхсбюргера», которые обладали полным объёмом прав и которыми не могли быть евреи, цыгане и афронемцы. При этом принципиально новой системы уголовного права и процесса нацизмом выработано не было.

## Право ФРГ
После окончания Второй мировой войны и падения фашистской однопартийной системы в Германии Нюрнбергские расовые законы были отменены, статус «рейхсбюргера» прекратил своё существование а жители страны вновь стали делиться только на немецких граждан и иностранцев (земельное гражданство было восстановлено только в Баварии, так остальные земли Германии возникли в ходе медиатизации 1947 года и исторически земельного гражданства не имели), был восстановлен децентрализованный характер государства — земли вновь получили право принимать свои конституции и законы по перечисленным в общегосударственной конституции вопросам, таким образом система источников права стала напоминать систему источников права Веймарской республики и приобрела следующий вид:
- Основной закон Федеративной Республики Германия;
- Федеральные законы (Bundesgesetz);
- Ограниченно — часть постановлений Федерального конституционного суда;
- Конституции земель;
- Земельные законы (Landesgesetz);
- Ограниченно — часть постановлений земельных конституционных судов.

## Право ГДР
Также как и в остальных частях Германии в её восточных регионах были отменены Нюрнбергские расовые законы, отменён статус рейхсбюргеров, а население вновь стало делиться только на немецких граждан и иностранцев (ФРГ и ГДР до 1967 года имели общее гражданство). ГДР в 1949-1952 гг. являлась децентрализованным государством соответственно — соответственно земли имели собственные конституции и имели право издавать собственные законы, соответственно система права имела следующий вид
- Конституция республики (Verfassung der Republik);
- Законы республики (Gesetz der Republik);
- Земельные конституции;
- Земельные законы.

В 1952 году земли ГДР были упразднены, а их конституции были отменены, а в 1976 году был принят Гражданский кодекс ГДР, Германское гражданское уложение в ГДР утратило силу, а система юридических лиц была сильно изменена. В 1990 году деление на земли было восстановлено, а немного позднее в том же году ГДР объединилась с ФРГ.